# Kilian Ludewig
Kilian Ludewig, né le 5 mars 2000 à Hambourg, est un footballeur allemand qui évolue au poste d'arrière droit.

## Biographie

### Carrière en club
Passé par le centre de formation du FC St. Pauli puis du RB Leipzig, Ludewig rejoint le RB Salzbourg en juin 2018, signant un contrat de quatre ans avec le club autrichien,.
Initialement intégré au FC Liefering, le club satellite du Salzbourg, Ludewig rejoint Barnsley en prêt le 9 janvier 2020, alors qu'il n'a toujours pas fait ses débuts avec les champions autrichiens.
Il s'impose alors comme un élément central du club promu en deuxième division anglaise sou l'égide de Gerhard Struber — qu'il avait déjà connu en Autriche — jouant un rôle important dans le maintien des siens en Championship,. Il renouvèle ainsi même son prêt en Angleterre à l'été 2020, mais après un début de saison difficile qui entrainera même le départ de son mentor Struber, il décide de resiller son prêt d'un commun accord avec le club de Barnsley,.
Le 5 octobre 2020, Ludewig est prêté à Schalke jusqu'à la fin de la saison,,. Commençant la saison comme titulaire au poste d'arrière ou piston droit avec le club de la Ruhr, dont il porte le numéro 2,,,, il est néanmoins victime d'une fracture du métatarse qui le prive de la quasi-totalité de la saison,,,,.
De retour à Salzbourg, il est cette fois intégré à l'effectif sénior du club autrichien, qui joue la Ligue des champions,. Il fait ainsi ses débuts en Bundesliga autrichienne le 3 octobre 2021, remplaçant l'arrière gauche Bernardo sur blessure à la 28e minute d'une victoire 3-1 contre le LASK.

### Carrière en sélection
Kilian Ludewig connait toutes les équipes de jeunes allemandes des moins de 16 au moins de 20 ans,.
Il est appelé une première fois en équipe d'Allemagne espoirs fin août 2021 par Stefan Kuntz, à la suite des blessures de Roberto Massimo et Yannik Keitel. Au sein d'une sélection tout juste auréolée du statut de champion d'Europe, il fait ses débuts le 6 juin 2021, entrant en jeu à la place d'un Massimo finalement apte, lors d'une victoire 3-1 chez la Lituanie.